# Zdíkov
Zdíkov település Csehországban, a Prachaticei járásban. Zdíkov Borová Lada, Čkyně, Vimperk, Nové Hutě, Vacov és Stachy településekkel határos. Lakosainak száma 1748 fő (2024. január 1.).

## Népesség
A település lakosságának változását az alábbi diagram mutatja:
| Lakosok száma | 3335 | 3826 | 3958 | 2150 | 1827 | 1608 | 1713 | 1750 | 1719 | 1748 |
|               | 1869 | 1890 | 1921 | 1950 | 1980 | 2001 | 2017 | 2019 | 2022 | 2024 |